# Выборы губернатора Пензенской области (2020)
Выборы губернатора состоялись в Пензенской области 13 сентября 2020 года в единый день голосования. Губернатор избирался сроком на 5 лет.
На 1 июля 2020 года в крае было зарегистрировано 1 055 315 избирателей, из которых 37,9 % (400 047 избирателей) в Пензе.
Избирательная комиссия Пензенской области состоит из 14 членов, была сформирована в ноябре 2016 года на 5 лет на до 2021 года. Председатель избирательной комиссии — Александр Синюков (с 13 декабря 2016 года).
По итогам выборов, губернатором Пензенской области был избран Иван Белозерцев, набравший 78,72 % голосов избирателей и одержавший победу в первом туре.

## Требования к кандидатам
В Пензенской области кандидаты выдвигаются только политическими партиями. Самовыдвижение не допускается. Выдвинут может быть гражданин Российской Федерации, достигший возраста 30 лет на день голосования. У кандидата не должно быть гражданства иностранного государства либо вида на жительство в какой-либо иной стране.

### Муниципальный фильтр
1 июня 2012 года вступил в силу закон, вернувший прямые выборы глав субъектов Российской Федерации. Однако был введён так называемый муниципальный фильтр, для прохождения которого кандидатам требуется собрать в свою поддержку от 5 % до 10 % подписей от общего числа муниципальных депутатов и избранных на выборах глав муниципальных образований, в числе которых должно быть от 5 до 10 депутатов представительных органов муниципальных районов и городских округов и избранных на выборах глав муниципальных районов и городских округов. Муниципальным депутатам представлено право поддержать только одного кандидата.
В Пензенской области кандидаты должны собрать подписи 8 % муниципальных депутатов и глав муниципальных образований. Среди них должны быть подписи депутатов районных и городских советов и (или) глав районов и городских округов в количестве 8 % от их общего числа. Кроме того, кандидат должен получить подписи не менее чем в трёх четвертях районов и городских округов, то есть в 23 из 30.
По расчёту избирательной комиссии, опубликованном 10 июля 2020 года, кандидат должен был собрать подписи от 253 до 265 депутатов всех уровней и избранных глав муниципальных образований, из которых 42 до 44 — депутатов райсоветов и советов городских округов и избранных глав районов и городских округов в 23 территориях.
|                                                              | Количество | Доля | Муниципальные образования                                                                    | Территориальные требования                        |
| ------------------------------------------------------------ | ---------- | ---- | -------------------------------------------------------------------------------------------- | ------------------------------------------------- |
| Депутаты и (или) избранные главы муниципальных образований   | 253-265    | 8 %  | 3 городских округа, 27 муниципальных районов, 24 городских поселения, 267 сельских поселений | —                                                 |
| Депутаты и (или) избранные главы районов и городских округов | 42-44      | 8 %  | 3 городских округов, 27 муниципальных округов                                                | в 23 из 30 административных единиц второго уровня |

## Кандидаты
Документы на регистрацию подали 5 кандидатов. Избирательная комиссия зарегистрировала их всех.
| Кандидат           | Возраст              | Должность (на момент выдвижения)                                                                            | Субъект выдвижения    | Статус           | Кандидаты в Совет Федерации |
| ------------------ | -------------------- | --- | --------------------- | ---------------- | --- |
| Иван Белозерцев    | 66 лет (15.09.1958)  | губернатор Пензенской области                                                                               | «Единая Россия»       | зарегистрирован  | 1. Александр Самокутяев, замкомандира отряда космонавтов Центра подготовки космонавтов 2. Александр Гуляков, ректор Пензенского государственного университета 3. Мария Львова-Белова, исполнительный директор АНО «Квартал Луи», член президиума Генсовета «Единой России» |
| Александр Васильев | 44 года (24.06.1981) | депутат заксобрания Пензенской области                                                                      | ЛДПР                  | зарегистрирован  | 1. Павел Куликов, помощник депутата Госдумы С.М. Катасонова по работе в Пензенской области 2. Вадим Сердовинцев, гендиректор ООО «Перуново колесо» 3. Владимир Быстряков, загендиректора по качеству ООО «Пензенский завод Телема Гино»                                    |
| Анна Очкина        | 58 лет (20.01.1967)  | зав. кафедрой «Методология науки, социальные теории и технологии» Пензенского государственного университета | «Справедливая Россия» | зарегистрирована | 1. Геннадий Белорыбкин, директор института ПГУ 2. Елена Больц, врач-косметолог ООО «Омега Клиник» 3. Михаил Ириков, председатель правления ПО «Кирова 55» |
| Пётр Чугай         | 80 лет (12.07.1945)  | депутат Пензенской городской думы седьмого созыва                                                           | Партия пенсионеров    | зарегистрирован  | 1. Владимир Горбунов, пенсионер 2. Александр Ломакин, пенсионер Министерства обороны РФ 3. Алексей Панфилов, пенсионер Министерства обороны РФ |
| Олег Шаляпин       | 42 года (6.05.1983)  | заместитель Главы города Пензы В. Б. Мутовкина, секретарь Пензенского обкома КПРФ                           | КПРФ                  | зарегистрирован  | 1. Георгий Камнев, депутат заксобрания Пензенской области 2. Дмитрий Филяев, директор МБОУ СОШ № 58 г. Пензы 3. Антон Столяров, врач-радиолог ГБУЗ «Областной онкологический диспансер»                                                                                    |

## Социология
| Дата                 | Организация | Белозерцев           | Шаляпин | Очкина | Васильев | Чугай | Испортили бюллетень | Не пошёл бы на выборы | Затруднились ответить |    |     |
| -------------------- | ----------- | -------------------- | ------- | ------ | -------- | ----- | ------------------- | --------------------- | --------------------- | -- | --- |
| Дата                 | Организация | 15 — 21 августа 2020 | ВЦИОМ   | 53%    | 11%      | 6%    | 5%                  | 3%                    | 2%                    | 1% | 19% |
| 11 — 13 августа 2020 | ВЦИОМ       | 63,8%                | 15,2%   | 6,8%   | 9,2%     | 2,9%  | 2%                  | —                     | —                     |    |     |

## Результаты
15 сентября Избирательная комиссия Пензенской области подвела окончательные результаты выборов. Губернатором избран Иван Белозерцев.
| Место                                    | Место                                    | Кандидат                                 | Партия                                   | Голосов   | %       |
| ---------------------------------------- | ---------------------------------------- | ---------------------------------------- | ---------------------------------------- | --------- | ------- |
|                                          | 1.                                       | Иван Белозерцев                          | Единая Россия                            | 469 686   | 78,72 % |
|                                          | 2.                                       | Олег Шаляпин                             | КПРФ                                     | 50 466    | 8,46 %  |
|                                          | 3.                                       | Александр Васильев                       | ЛДПР                                     | 33 240    | 5,57 %  |
|                                          | 4.                                       | Анна Очкина                              | Справедливая Россия                      | 26 501    | 4,44 %  |
|                                          | 5.                                       | Пётр Чугай                               | Партия пенсионеров                       | 8857      | 1,48 %  |
|                                          |                                          |                                          |                                          |           |         |
| Действительных бюллетеней                | Действительных бюллетеней                | Действительных бюллетеней                | Действительных бюллетеней                | 588 750   | 98,67 % |
| Недействительных бюллетеней              | Недействительных бюллетеней              | Недействительных бюллетеней              | Недействительных бюллетеней              | 7937      | 1,33 %  |
| Всего                                    | Всего                                    | Всего                                    | Всего                                    | 596 687   | 100 %   |
|                                          |                                          |                                          |                                          |           |         |
| Число бюллетеней, выданных досрочно      | Число бюллетеней, выданных досрочно      | Число бюллетеней, выданных досрочно      | Число бюллетеней, выданных досрочно      | 432 502   | 72,43 % |
| Число бюллетеней, выданных на участке    | Число бюллетеней, выданных на участке    | Число бюллетеней, выданных на участке    | Число бюллетеней, выданных на участке    | 134 943   | 22,60 % |
| Число бюллетеней, выданных вне помещения | Число бюллетеней, выданных вне помещения | Число бюллетеней, выданных вне помещения | Число бюллетеней, выданных вне помещения | 29 658    | 4,97 %  |
|                                          |                                          |                                          |                                          |           |         |
| Явка                                     | Явка                                     | Явка                                     | Явка                                     | 597 103   | 56,66 % |
| Число избирателей                        | Число избирателей                        | Число избирателей                        | Число избирателей                        | 1 053 807 | 100 %   |

21 сентября 2020 года Иван Белозерцев вступил в должность губернатора Пензенской области. В этот же день губернатор И. А. Белозерцев назначил членом Совета Федерации Федерального Собрания Российской Федерации — представителем от правительства Пензенской области Марию Львову-Белову.

## Уголовное дело о фальсификации выборов
Следственный комитет России по Пензенской области возбудил в марте 2021 года против бывшего председателя участковой избирательной комиссии в Бессоновском районе уголовное дело по ст. 142.1 УК РФ, обвинив её в фальсификации итогов губернаторских выборов 2020 и дополнительных выборов депутатов Государственной Думы седьмого созыва 2020. Она вбросила по 662 неиспользованных избирательных бюллетеня двух видов в дополнение к бюллетеням 204 избирателей, в действительности принявших участие в выборах.